# Église Saint-Cyr-et-Sainte-Julitte de L'Épine-aux-Bois
Pour les articles homonymes, voir église Saint-Cyr-et-Sainte-Julitte.
L'église Saint-Cyr-et-Sainte-Julitte est une église située à L'Épine-aux-Bois, en France.

## Description

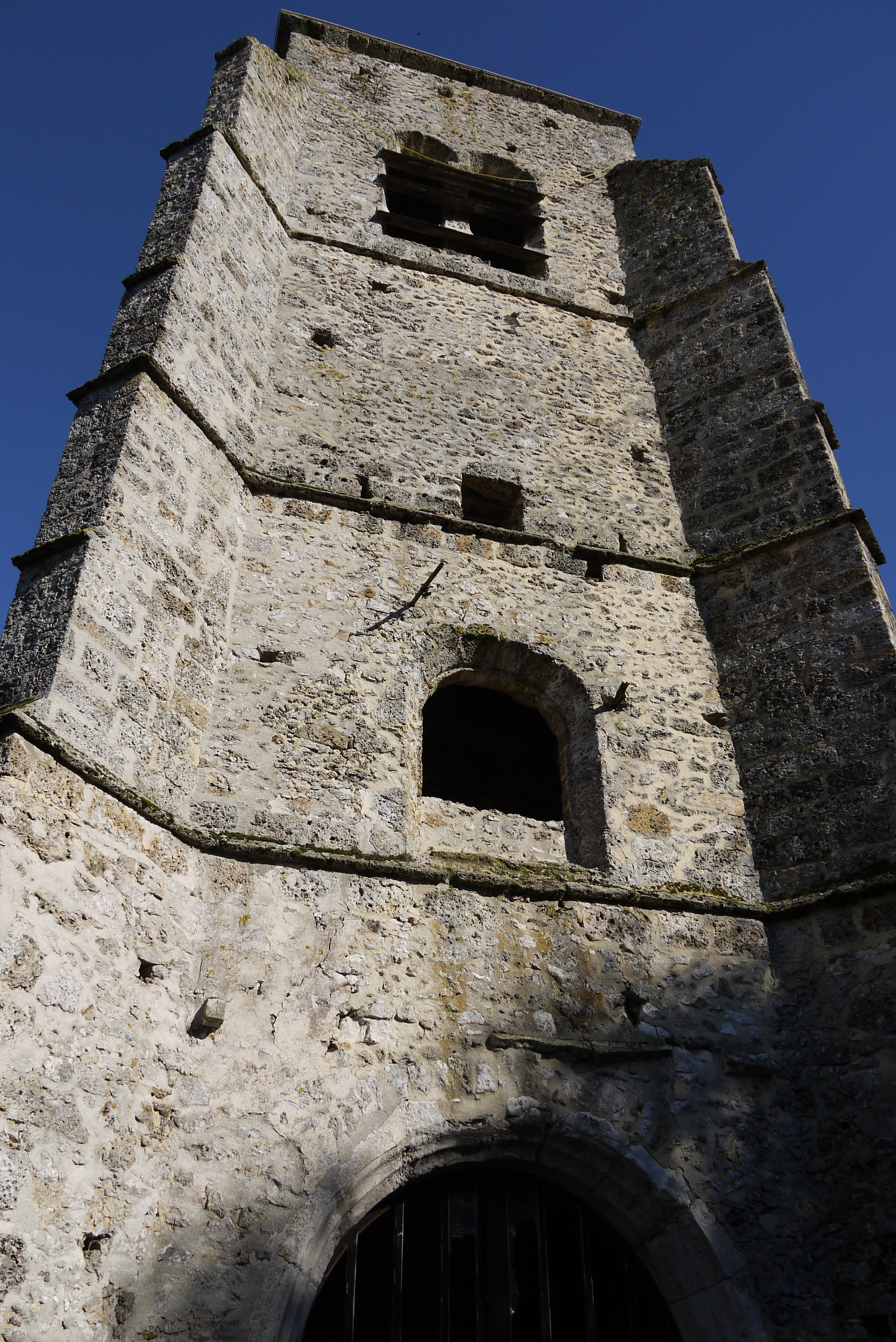
Le clocher

## Localisation
L'église est située sur la commune de L'Épine-aux-Bois, dans le département de l'Aisne.

## Historique
L'église fut inscrite à l'Inventaire supplémentaire des monuments historiques en 1905, puis en 1928 au titre des monuments historiques  ; la nef et le chœur, dont ne subsistent que des vestiges, en ont été radiés en 1929. Actuellement, seul le clocher est intégralement conservé. Elle date du XIIe siècle. Elle fut en partie détruite en 1947 par manque d'entretien. Elle a été restaurée au début des années 1980 grâce au concours de l'association du Fort de Condé et des églises en péril du Sud-Picardie, avec la participation des habitants de la commune ainsi que du 34e régiment de génie d'Épernay.